# Velocifero
Velocifero – czwarty album brytyjskiego zespołu Ladytron. Album został wydany na CD i na stronach internetowych do pobrania 2 czerwca 2008 w Wielkiej Brytanii i 3 czerwca wszędzie indziej. Teledysk do "Ghosts" został oficjalnie wydany na YouTube w dniu 17 maja 2008 roku. W marcu 2009 "Tomorrow" został wydany jako singel CD w Wielkiej Brytanii. Piosenka "Runaway" pojawiła się w grze FIFA 09, oprócz tego singiel "Ghosts" znalazł się w grze Need for Speed: Undercover.

## Lista utworów
1. "Black Cat" – 5:09
2. "Ghosts" – 4:43
3. "I'm Not Scared" – 3:58
4. "Runaway" – 4:50
5. "Season of Illusions" – 4:02
6. "Burning Up" – 4:08
7. "Kletva" – 2:43
8. "They Gave You a Heart, They Gave You a Name" – 3:29
9. "Predict the Day" – 4:25
10. "The Lovers" – 2:39
11. "Deep Blue" – 5:03
12. "Tomorrow" – 3:36
13. "Versus"  – 5:44